# 카로우지 켄타로

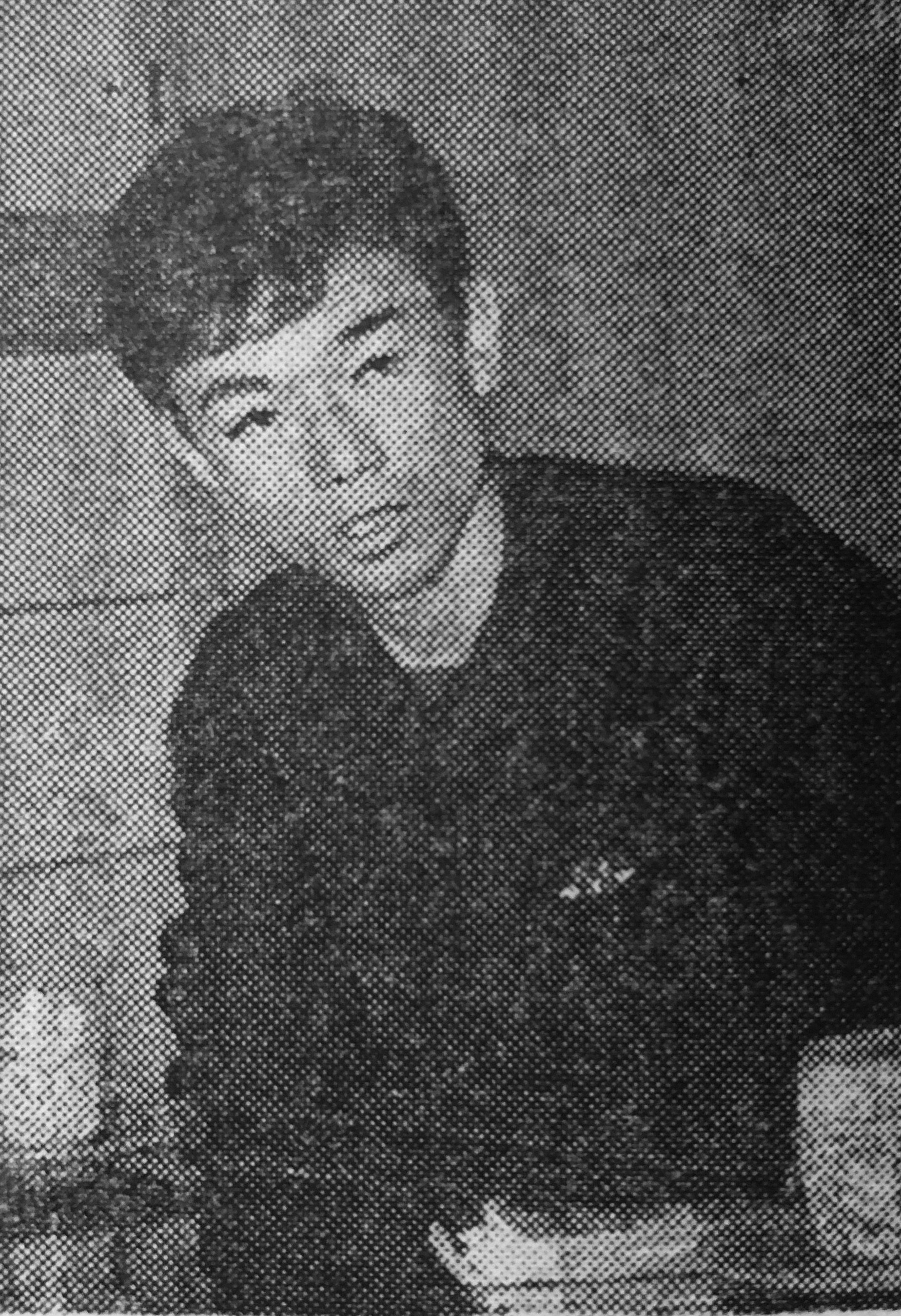
1959년 사진.

카로우지 켄타로(일본어: 唐牛 健太郎: 1937년 8월 10일 - 1984년 3월 4일)는 일본의 학생운동가다. 1960년 안보투쟁 당시 전일본학생자치회총연합(전학련) 위원장이었다.

## 생애
북해도 하코다테시 출신. 어려서 아버지를 여의고, 우체국에서 보험외교원 일을 하던 홀어머니 슬하에서 자랐다. 유가와국민학교, 유가와중학교를 거쳐 1959년 하코다테동고등학교(현재의 시립하코다테고등학교)를 졸업하고 북해도대학 교양부(문류)에 입학했다.
1956년 북대를 휴학하고 상경해 후카가와의 인쇄공장 등에서 일했고. 스나가와 투쟁에 참여했다. 1957년에 다니던 공장이 도산하자 하코다테로 돌아가 재목점에서 근무하다 북대에 복학했다. 복학 후 시나리오연구회에 입회했다. 당시 고등학생이었던 호사카 마사야스도 같은 동아리 회원이었다.
북대 교양부 자치회 위원장으로 선출되고 일본공산당에 입당했다. 전학련 제11회 정기전국대회에서 중앙집행위원으로 선출되지만, 이후 일본공산당의 지도에 한계를 느껴 공산주의자동맹(분트) 결성대회에 참여한다.

### 학생운동 시절
1959년 5월, 분트 서기장 시마 시게오가 카로우지를 설득하기 위해 삿포로로 찾아왔고, 설득받은 카로우지는 전학련 위원장에 취임했다. 그 자리에는 카로우지의 북대 동기로서 훗날 북대 문학부 학장이 되는 하이타니 케이조도 있었다.
카로우지가 전학련 중앙집행위원장에 취임하고 처음 맞이한 큰 사업은, 당시 방위청장관 이노 시게지로가 “동대에 조병학과를 설치할 필요가 있다”고 말한 문제발언에 대하여 항의하는 방위청 앞에서의 시위를 지휘하는 것이었다. 22세의 카로우지는 이 때 공무집행방해죄로 체포되어 열흘간 구류되었다. 위원장 취임 나흘만이었다. 이것이 첫 구치소 체험이 되었다.
1960년 1월, “1.16 수상 기시 노부스케 도미 저지 하네다공항 로비 점거투쟁”으로 체포되었다가 2월에 보석금을 내고 출소했다. 이 투쟁에서 체포된 사람은 카로우지를 포함해 80여명에 이르며, 전학련은 이 때 조직적으로 거의 궤멸 상태가 되었다. 체포를 면한 간부는 서기장 시마 시게오 등 몇 명에 불과했다. 카로우지의 맹우 시노하라 코이치로에 따르면, 이 때 보석으로 풀려난 카로우지를 타나카 세이겐이 아카사카의 청요릿집으로 불러내서 공산당을 조심하라고 당부했다고 한다.
1960년 4월, 카로우지는 60년 안보투쟁의 전초전인 “4.26 국회돌입투쟁”으로 체포되어 11월까지 장기구류되었고, 이에 따라 북대에서 제적당했다. 6월 15일 전학련과 경찰이 국회 앞에서 체포되어 동대생 칸바 미치코가 밟혀 죽었다는 소식은 구치소에서 듣게 된다. 1960년 9월 19일, 안보조약이 자연승인되자 분트의 운동은 급속히 위축되었다. 동년 7월, 카로우지는 옥중에서 전학련 위원장으로 재선되었다. 카로우지가 보석으로 구치소를 나온 것은 11월 5일로, 안보조약이 자연승인된 지 5개월이나 지나서였다. 정체되는 분트 활동의 간극을 뚫고 트로츠키주의 조직인 혁명적공산주의자동맹 전국위원회(혁공동 전국위)가 출현하고 있었다.
1961년 1월, 카로우지는 혁공동에 가입해 주위를 놀라게 했다. 이 일로 동년 7월의 제17차 전학련 정기전국대회에서 위원장직을 사임하고 국제부장으로 격하되었다. 한편 1961년 4월 첫 결혼을 하고 에고타에 살림을 차렸다.
1962년 5월, 카로우지는 분트와 혁공동의 야합을 도모하여 공산주의학생동맹 결성을 획책하였으나 중지되었다. 이것이 공학동 사건이다. 이 실패의 책임을 지고 혁공동 전국위를 탈퇴하고 정치활동에서 물러났다.
1962년 5월이 되면 카로우지는 전학련에서 거의 손을 떼게 되었고, 안보투쟁 당시의 공무집행방해죄 등에 대한 재판에 매진했다. 동시에 타나카 세이겐이 운영하는 석유판매회사 마루와산업에 촉탁 신분으로 입사했다.
1963년 2월 26일, TBS라디오에서 요시나가 하루코가 제작한 다큐멘터리 「비뚤어진 청춘: 전학련 투사의 그 후」가 방영되었다. 이 방송에서 전학련 재정부장 토하라 요시노부가 시마・카로우지가 타나카 세이겐에게 400-500만 엔의 자금지원을 받았으며 지금도 타나카의 비호를 받고 있다고 폭로하여 굉장한 반향을 일으켰다.
카로우지는 1963년 봄 동경고재에서 항소기각 판결을 받아 우쓰노미야 형무소에 수감되었다가 11월 출소했다.

### 후반생
1965년 2월, 태평양을 단독횡단한 호리에 켄이치와 합작해서 요트회사 호리에마린을 설립했다. 이 회사는 에노시마에 “렛츠코 세일링클럽”을 열고 초보자용 요트스쿨을 시작했다. 1968년 1월에는 신바시(현재의 뉴신바시빌딩 자리)에 이자카야를 경영했다. 1968년 겨울에 이 이자카야 단골이었던 영상작가 아베 히로히사의 권유로 바다사자 사냥의 명인 시부타 카즈유키의 제자로 들어가기 위해 몬베쓰시에 갔다.
1969년 봄, “요트학교 교장선생 노릇은 이제 질렸다”며 아내와도 이혼하고 증발해 버리고 말았다.
1970년 7월 북해도로 돌아가서 앗케시정에서 어부 견습을 시작했다. 그 무렵 하타 마사노리가 동물왕국을 만들 준비를 할 때 카로우지도 끌려나와 거들었다. 1971년 2월, 본격적인 어부가 되기 위해 바다사자 사냥의 인연이 있는 몬베쓰시에 거처를 정하고 여기에 10여년간 머물렀다. 1977년 3월 1일 소련이 일방적으로 200해리 선언을 통보하면서 카로우지가 타던 배가 감선대상이 되자 1978년 9월 어부를 그만두었다. 이 때 41세였다.
1978년 11월, 모친의 병간호를 위해 하코다테로 귀향하여 건설회사에 일자리를 얻었다. 당시 세이칸 터널이 건설 중이었기 때문에 전학련 시절의 동지들 사이에 카로우지가 터널을 파고 있다는 소문이 돌았지만, 이미 마흔이 넘은 카로우지는 그런 힘든 일은 할 수 없었다. 실제로는 자전거를 타고 수도관 공사장을 돌면서 사진 찍는 일을 했다. 1979년 모친이 사망하자 다시 상경했다.
1981년, 치바현 이치카와시로 이주하여 엘름(エルム)이라는 사무용 컴퓨터 판매회사의 세일즈맨이 되었다. 당시 사무용 컴퓨터는 단가가 1000만 엔이 넘는 고가품이었는데, 카로우지는 영업성적 1위였다. 1982년 3월, 옛 동지 시마 시게오를 통해 토쿠슈카이그룹의 창립자 토쿠다 토라오를 소개받았다. 토쿠다는 의료개혁을 위해 정치를 바꾸어야 한다는 신념으로 정계에 입문하기로 결심한 상태였다. 카로우지는 일본정공 사장 이마자토 히로키에게 토쿠다의 후원을 부탁했고, 이마자토는 자민당의 니카이도 스스무에게 토쿠다를 팔아넘겼다.
1982년 4월 말, 카로우지는 엘름을 퇴사했다. 동시에 현요사(炫耀社)라는 회사를 설립해 불량소년 후생시설과 국제의료센터 설립을 구상했지만 실현에 이르지 못했다.
1982년 5월에는 토쿠다의 요청으로 삿포로토쿠슈카이병원 설립에 협력했다. 카로우지는 북대 동기인 전 시의회 의원 이토 고토(伊藤豪)를 통해 토지를 물색했고, 삿포로 부근에 쿠로사와 토리조의 남은 땅이 있는 것을 발견하여 거기에 병원을 세웠다.
1982년 7월, 카로우지는 사이타마현에 토쿠슈카이 병원을 세우기 위해 분주하였고, 1983년 9월 토쿠슈카이하뉴종합병원을 개원했다. 일본정공 사장 이마자토가 협력해 주어서 일본정공 공장 터를 병원 부지로 삼았다.
카로우지는 토쿠다의 선거준비운동을 돕기 위해 아마미제도 기카이섬으로 건너갔다. 제37회 중의원 총선거(1983년 12월)에서 토쿠다는 아마미 선거구에 출마했으나 야스오카 오키하루에게 근소한 차이로 패했다. 같은 해 2월에 직장암이 발견되었기 때문에 카로우지는 선거운동을 중도에 그만두고 동경의 암센터에 입원해 있었다.

### 말년
암센터 퇴원 후 보소반도의 카메다병원으로 전원했다. 1983년 9월 카메다병원을 퇴원해 이치가야의 자택으로 돌아왔다. 10월에 다시 기카이섬으로 건너갔는데, 거기서 암이 재발한 것이 발견되었다. 10월 말 림프절 절제를 위해 다시 암센터를 찾았다가 11월 말에 재입원했다. 이미 암이 온몸으로 전이된 상태였다.
1984년 연초에 아오키 마사히코의 어머니, 자민당 정치인 카토 코이치, 신자유클럽 전 간사장 니시오카 다케오, 사회민주연합의 간 나오토 등이 병문안을 왔다.
1984년 3월 4일 오후 8시 23분 사망했다. 향년 47세. 3월 5일 나카노구의 호센사에서 경야가 있었으며, 시마 시게오, 니시베 스스무, 타나카 세이겐, 토쿠다 토라오, 이와미 타카오 등이 참여했다. 그런데 누군가 타나카와 카로우지의 관계를 힐문한 것을 계기로 장례식장에서 주먹다짐이 일어났다. 다음날 6일 밀장(密葬)하는 중에 토리시마 근해에서 진도 4(매그니튜드 7.6)의 지진이 있었다. 본장은 19일 아오야마장의소에서 비가 내리는 가운데 거행되었다. 몬베쓰에서 기카이까지 전국에서 조문객이 찾아왔다.

## 참고 자료
- 西部邁 『六〇年安保―センチメンタル・ジャーニー』、「第1章　哀しき勇者―唐牛健太郎」
- 文藝春秋、1986年／洋泉社MC新書、2007年／文春学藝ライブラリー、2018年